# Archieparquía de Homs de los melquitas
La archieparquía de Homs de los melquitas o de Homs, Hama y Yabrud (en latín: Archieparchia Hemesena Graecorum Melkitarum-Epiphaniensis-Iabrudensis y en árabe: أبرشية حمص حماه ويبرود وما إليها‎) es una circunscripción eclesiástica de la Iglesia católica en Siria. Se trata de una archieparquía greco-católica melquita, sede metropolitana de la provincia eclesiástica de Homs. Desde el 23 de junio de 2012 su archieparca es Jean-Abdo Arbach, de la Orden basiliana de San Juan Bautista. El archieparca lleva adjuntas las sedes titulares de la archieparquía de Hama y de la eparquía de Yabrud.

## Territorio y organización

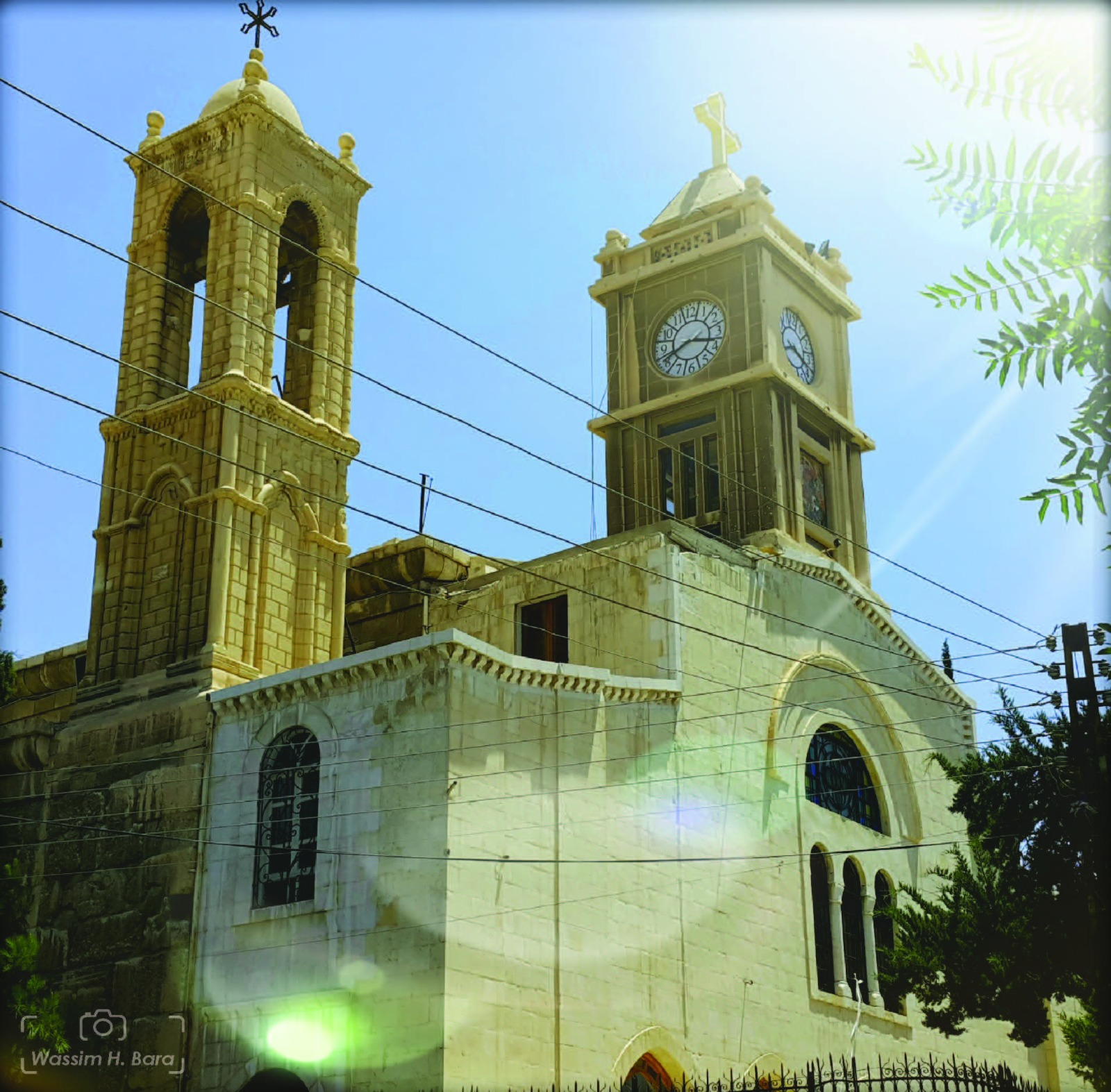
Catedral de los Santos Constantino y Elena, en Yabrud

La archieparquía tiene 56 000 km² y extiende su jurisdicción sobre los fieles de rito bizantino greco-melquitas residentes en la región central de Siria, coincidente aproximadamente con las gobernaciones de Hama (excepto el distrito de Masyaf) y Homs (excepto el distrito de Talkalakh). Incluye además los distritos de An-Nabek y Yabrud de la gobernación de la Campiña de Damasco. La archieparquía está dentro del territorio propio del patriarcado de Antioquía de los melquitas.
La sede de la archieparquía se encuentra en la ciudad de Homs, en donde se halla la Catedral de Nuestra Señora de la Paz. En Yabrud se encuentra la Catedral de los Santos Constantino y Elena, un antiguo templo pagano dedicado a Júpiter y dado a los cristianos por Elena de Constantinopla. Resultó dañada por disparos de tanques a finales de 2013. 
La archieparquía no tiene sufragáneas.
En 2021 en la archieparquía existían veinte parroquias:
- Catedral de Nuestra Señora de la Paz, en Homs
- Nuestra Señora de la Dormición, en Homs
- Nuestra Señora de la Asunción, en Homs
- Nuestra Señora de la Anunciación, en Homs
- Nuestra Señora de la Protección, en Homs
- San Jorge, en Dmeiné Charkié
- San Jorge, en El Hamra
- San Elías Profeta, en Quoussair
- San Elías Profeta, en Rabl
- Nuestra Señora del Rosario, en Houch Sim'aan
- Nuestra Señora del Rosario, en Zerra'a
- San José, en Ma'amoura
- San Jorge, en 'Aliate
- San Elías Profeta, en Kafarbohom
- Catedral de los Santos Constantino y Elena, en Yabrud
- Nuestra Señora de Yabrud, en Yabrud
- San Jorge, en An-Nabek
- Nuestra Señora de Perpetuo Socorro, en Deir Atiyé
- San Miguel Arcángel, en Qara
- La Transfiguración, en Kfarram
- Santa Teresa, en Rabah

## Historia
Emesa, correspondiente a la ciudad de Homs en la actual Siria, es una antigua sede metropolitana de la provincia romana de Fenicia Segunda (o Fenicia libanesa) en la diócesis civil del Oriente y en el patriarcado de Antioquía.
Emesa era la capital civil de la provincia libanesa de Fenicia, mientras que la capital religiosa y sede metropolitana era Damasco. En 452 la cabeza de Juan el Bautista fue descubierta en el monasterio de Spelaion cerca de la ciudad. Esto le valió a la ciudad la elevación al rango de arquidiócesis autocéfala, independiente de Damasco y sometida directamente a la jurisdicción del patriarca. En 761 las reliquias de Juan el Bautista fueron transportadas solemnemente a la catedral de Emesa. En esa ocasión Emesa fue elevada al rango de metrópolis con cuatro diócesis sufragáneas, como lo demuestra un Notitiae episcopatuum del siglo X, que resulta ser una nueva versión y actualización de una anterior del siglo VI.
Según la tradición occidental era originario de Emesa el undécimo obispo de Roma: Aniceto. 
Emesa fue también la sede de una comunidad de la Iglesia ortodoxa siria. Una serie de catorce obispos jacobitas se mencionan en la Crónica de Miguel el Sirio del siglo VII al siglo XII. 
Al momento del cisma que dio origen a la Iglesia greco-melquita católica en 1724 el territorio estaba comprendido en 4 diócesis de la Iglesia ortodoxa de Antioquía: la metrópolis de Homs, la arquidiócesis de Hama y las eparquías de Qara (Chonochoritanus Graecorum Melkitarum) y Yabrud, que posteriormente se unificaron a la metrópolis de Damasco. El obispo Ignace al-Halabi siguió el ejemplo del patriarca católico Cirilo VI Tanas y declaró formalmente la unión de su metrópolis con la Santa Sede de Roma. Con al-Halabi comenzó la serie de obispos greco-católicos de Homs. Tras la muerte en 1811 de Joseph Safar, sucesor de Ignace al-Halabi, ya no se nombró obispo y la sede de Homs se unió a la de Baalbek.
Luego de cesar la persecución otomana contra los greco-melquitas católicos en 1848, el 4 de marzo de 1849, durante el patriarcado de Maximos III Mazloum se restauró la archieparquía metropolitana de Homs. Michel Ata, que tomó el nombre de Gregoire, fue nombrado obispo con los títulos de Homs, Apamea y Yabrud. El distrito de Yabrud, antes de 1849, formaba parte de la archieparquía de Baalbek. Yabrud es una antigua sede episcopal de época romano-bizantina, a la que se unió, en un período no especificado, otra antigua sede romano-bizantina, la diócesis de Epifania, ciudad que tras la conquista árabe en el siglo VII había tomado el nombre de Hama. Algunos años después de su toma de posesión, Grégoire Ata trasladó su sede a Yabrud, que siguió siendo la sede de los prelados de Homs hasta 1938.
La archieparquía comprende también el territorio de la antigua diócesis de Conocora, localidad identificada con la ciudad de Qara, en las montañas de Qalamoun. A lo largo de su historia, los obispos de Homs o Yabrud también han llevado ocasionalmente el título de obispos de Qara.
En 1860 se produjeron disturbios anticristianos en Siria, en los que alrededor de 30 000 fieles fueron asesinados y muchas iglesias y monasterios fueron saqueados o incendiados. Entre los asesinados se encontraban tres obispos y más de 30 sacerdotes. La archieparquía de Homs fue la más afectada por la devastación.
La catedral de Homs, destruida durante la guerra civil siria ya que sirvió como cuartel general rebelde de 2011 a 2014, fue reconstruida e reinaugurada el 1 de diciembre de 2017.

## Estadísticas
Según el Anuario Pontificio 2022 la archieparquía tenía a fines de 2021 un total de 26 000 fieles bautizados.
| Año                                                                             | Población            | Población | Población      | Sacerdotes | Sacerdotes    | Sacerdotes    | Bautizados por sacerdote | Diáconos permanentes | Religiosos | Religiosos | Parroquias |
| Año                                                                             | Bautizados católicos | Total     | % de católicos | Total      | Clero secular | Clero regular | Bautizados por sacerdote | Diáconos permanentes | Varones    | Mujeres    | Parroquias |
| ------------------------------------------------------------------------------- | -------------------- | --------- | -------------- | ---------- | ------------- | ------------- | ------------------------ | -------------------- | ---------- | ---------- | ---------- |
| 1950                                                                            | 9000                 | 470 000   | 1.9            | 10         | 9             | 1             | 900                      |                      |            |            | 15         |
| 1980                                                                            | 17 700               | ?         | ?              | 11         | 4             | 7             | 1609                     |                      | 8          | 29         | 12         |
| 1990                                                                            | 25 000               | ?         | ?              | 15         | 6             | 9             | 1666                     |                      | 10         | 21         | 15         |
| 1999                                                                            | 25 000               | ?         | ?              | 17         | 14            | 3             | 1470                     |                      | 3          | 20         | 20         |
| 2000                                                                            | 27 250               | ?         | ?              | 18         | 15            | 3             | 1513                     |                      | 3          | 20         | 18         |
| 2001                                                                            | 48 000               | ?         | ?              | 15         | 14            | 1             | 3200                     |                      | 1          | 18         | 16         |
| 2002                                                                            | 27 000               | ?         | ?              | 14         | 13            | 1             | 1928                     |                      | 2          | 22         | 17         |
| 2003                                                                            | 27 000               | ?         | ?              | 15         | 14            | 1             | 1800                     |                      | 1          | 25         | 17         |
| 2004                                                                            | 27 000               | ?         | ?              | 14         | 13            | 1             | 1928                     | 1                    | 2          | 31         | 17         |
| 2006                                                                            | 30 000               | ?         | ?              | 27         | 23            | 4             | 1111                     |                      | 6          | 25         | 17         |
| 2009                                                                            | 30 000               | ?         | ?              | 21         | 19            | 2             | 1428                     | 2                    | 3          | 25         | 21         |
| 2010                                                                            | 30 000               | ?         | ?              | 19         | 18            | 1             | 1578                     | 2                    | 2          | 28         | 21         |
| 2016                                                                            | 70 000               | ?         | ?              | 16         | 15            | 1             | 4375                     | 1                    | 2          | 16         | 22         |
| 2019                                                                            | 27 000               |           |                | 19         | 19            |               | 1421                     |                      |            |            | 21         |
| 2021                                                                            | 26 000               | ?         | ?              | 17         | 14            | 3             | 1529                     |                      | 6          | 12         | 20         |
| Fuente: Catholic-Hierarchy, que a su vez toma los datos del Anuario Pontificio. |                      |           |                |            |               |               |                          |                      |            |            |            |

## Episcopologio

### Arzobispos de Emesa
- San Silvano † (?-circa 312 falleció)
- Anatolio † (antes de 325-circa 340/341)
  - Eusebio † (en la época de Constantino I) (obispo arriano)
- Pablo I † (mencionado en 359)
- Nemesio †
- Ciriaco † (circa 400/407)
- Pablo II † (mencionado en 431)
- Pompeiano † (circa 445/448)
- Uranio † (antes de 451-después de 458)
- Teodoro † (siglo VIII-siglo IX)
- Juan † (siglo X/siglo XI)[7]

### Archieparcas de Homs
- Ignace al-Halabi † (1724-circa 1761 falleció)
- Joseph Safar † (circa 1761-1811 falleció)
  - Sede unida a Baalbek (1811-1848)
- Gregoire (Michel) Ata † (20 de febrero de 1849 electo[8]-3 de diciembre de 1899 falleció)
- Flavien Cyrille Kfoury † (21 de noviembre de 1901-1920 renunció[nota 2])
- Basile Khouri † (20 de noviembre de 1920-15 de octubre de 1938 renunció[nota 3])
- Athanasios Toutoungi † (1 de octubre de 1938-5 de diciembre de 1961 nombrado archieparca de Alepo)
- Jean Bassoul, B.S. † (5 de diciembre de 1961-21 de agosto de 1971 nombrado archieparca de Zahlé y Furzol)
- Denys Gaith, B.C. † (19 de agosto de 1971-22 de marzo de 1986 falleció)
- Abraham Nehmé, B.C. (20 de agosto de 1986-20 de junio de 2005 retirado)
- Isidore Battikha, B.A. (9 de febrero de 2006-6 de septiembre de 2010 renunció)
- Jean-Abdo Arbach, B.C., desde el 23 de junio de 2012[9]

### Arquidiócesis de Emesa
- (en latín) Pius Bonifacius Gams, Series episcoporum Ecclesiae Catholicae, Leipzig 1931, p. 435
- (en latín) Michel Lequien, Oriens christianus in quatuor Patriarchatus digestus, París 1740, Tomo II, col. 837-842
- Gaetano Moroni, Dizionario di erudizione storico-ecclesiastica, vol. 21, pp. 259-260
- (en latín) Konrad Eubel, Hierarchia Catholica Medii Aevi, vol. 5, p. 195; vol. 6, p. 208

### Archieparquía de Homs
- (en francés) Roger Aubert, v. Homs - Métropole melkite catholique, «Dictionnaire d'histoire et de géographie ecclésiastiques», vol. XXIV, París, 1993, col. 975-977

### Archieparquía de Hama
- (en francés) Roger Aubert, v. Hama, «Dictionnaire d'histoire et de géographie ecclésiastiques», vol. XXIII, París, 1990, col. 198